# Bloodhound Gang
Bloodhound Gang a fost o trupă americană de rap rock care a început ca un grup de hip hop înainte de a se ramifica în alte genuri, inclusiv punk rock, hip hop alternativ,  rapcore, funk metal, și electronic rock, pe măsură ce cariera lor progresa.
Sunt cunoscuți mai ales pentru single-urile lor "Fire Water Burn", "The Bad Touch", "Foxtrot Uniform Charlie Kilo", "Uhn Tiss Uhn Tiss Uhn Tiss", "The Ballad of Chasey Lain" și o versiune hard rock a hitului pop din anii 1960 "Along Comes Mary". 
Formată în 1988, Bloodhound Gang a vândut peste 6 milioane de albume.

## Premii și nominalizări
| An   | Premiu                       | Pentru          | Categorie                                   | Resultat     |
| ---- | ---------------------------- | --------------- | ------------------------------------------- | ------------ |
| 1997 | GAFFA Awards                 | Ei înșiși       | Årets Nye Udenlandske Navn                  | Câștigat     |
| 1999 | Žebřík Music Awards          | Ei înșiși       | Cea mai bună surpriză internațională        | Nominalizare |
| 1999 | Rockbjörnen                  | "The Bad Touch" | Cel mai bun cântec internațional            | Câștigat     |
| 2000 | ECHO Awards                  | Ei înșiși       | Cel mai bun debutant internațional          | Câștigat     |
| 2000 | ECHO Awards                  | Ei înșiși       | Best International Group                    | Nominalizare |
| 2000 | Viva Comet Awards            | Ei înșiși       | Cel mai bun act live                        | Câștigat     |
| 2000 | Viva Comet Awards            | Ei înșiși       | Cel mai bun act rock                        | Câștigat     |
| 2000 | Viva Comet Awards            | Ei înșiși       | Viva Zwei Audience Award                    | Nominalizare |
| 2000 | Q Awards                     | "The Bad Touch" | Cel mai bun video                           | Nominalizare |
| 2000 | Billboard Music Video Awards | "The Bad Touch" | Clipul pop al anului                        | Nominalizare |
| 2001 | Meteor Music Awards          | "The Bad Touch" | Cel mai bine vândut grup unic internațional | Câștigat     |

## Membrii
| Lista finală - Jimmy Pop (James Franks) – voce, chitară ritmică, ocazional keyboards (1988–2015); chitara (1988–1994) - Denial P. Carter (Daniel P. Carter) – chitară, voce secundară (2009–2015) - Evil Jared Hasselhoff (Jared Hennegan) – chitară bas, voce secundară (1995–2015) - Adam Perry (Adam Perry) – baterie, voce secundară (2006–2015) - DJ Q-Ball (Harry Dean Jr.) – keyboards, synthesizer, turntables, programming, samples, hype man, voce secundară (1995–2015) | Foști membri - Daddy Long Legs (Michael Bowe) – vocea principală, chitară bas (1988–1995) - Bubba K. Love (Kyle Seifert) – turntables, voce secundară (1992–1993) - L Scummy (Leonard Neilson) – baterie (1988-1990) - Foof (Jack Vandergrift) – baterie, voce secundară (1992) - Lazy I – voce secundară (1992) - White Steve – voce secundară (1992) - Skip O'Pot2Mus (Scott Richard) – baterie, voce secundară (1992–1995) - M.S.G. (Matthew Clarke) – turntables, voce secundară (1994–1995) - Lupus Thunder (Matthew Stigliano) – chitara, voce secundară, turntables (1992–2008) - Tard-E-Tard – turntables (1995) - Spanky G (Michael Guthier) – baterie (1995–1999) - Willie The New Guy (Billy Brehony) – baterie (1999–2006) |

- DJ Chef Boy RV (Ryan Valadez) - turntables, voce secundară  (1988-1992)

## Discografie
- Use Your Fingers (1995)
- One Fierce Beer Coaster (1996)
- Hooray for Boobies (2000)
- Hefty Fine (2005)
- Hard-Off (2015)